# Чорний Валерій Анатолійович
Валерій Анатолійович Чорний (нар. 2 липня 1982) — український футболіст та тренер, виступав на позиції захисника.

## Кар'єра гравця
Вихованець чернігівської «Десни», перший тренер — Віктор Лазаренко. У сезоні 1999/2000 років тренувався разом з першою командою, але на поле не виходив. У 2001 році виступав у чернігівському «Динамо» в обласному чемпіонаті. У 2004 році став гравцем «Інтерагросистеми» (Мена), який виступав в аматорському чемпіонаті України.
У лютому 2005 року підписав контракт з «Металургом-2». У футболці запорізького клубу дебютував 2 квітня 2005 року в переможному (3:1) виїзному поєдинку 17-го туру групи В Другої ліги України проти краснопільського «Явора». Валерій вийшов на поле в стартовому складі, а на 87-ій хвилині його замінив Андрій Блавацький. Дебютним голом у професіональному футболі відзначився 12 травня 2005 року на 38-ій хвилині програного (1:2) виїзного поєдинку 25-го туру групи В Другої ліги Україн проти сєвєродонецької «Молнії». Чорний вийшов на поле та відіграв увесь матч, а на 76-ій хвилині отримав жовту картку. У команді виступав як у захисті, так і в півзахисті. У футболці «Металурга-2» у Другій лізі України зіграв 16 матчів (1 гол). Під час зимової перерви сезону 2005/06 років перебрався до «Спартака». У футболці сумського клубу дебютував 7 квітня 2006 року в переможному (1:0) домашньому поєдинку 22-го туру Першої ліги України проти дніпродзержинської «Сталі». Валерій вийшов на поле на 90-ій хвилині, замінивши ще одного чернігівця Артема Перевозчикова. Єдиним голом за «спартаківців» відзначився 20 квітня 2006 року на 39-ій хвилині програному (1:2) домашнього поєдинку 24-го туру Першої ліги України проти донецького «Шахтаря-2». Валерій вийшов на поле в стартовому складі та відіграв увесь матч. У складі «Спартака» зіграв 12 матчів у Першій лізі України, в яких відзначився 1 голом.
Влітку 2006 року перейшов до «Енергетика». У футболці бурштинського клубу дебютував 4 вересня 2006 року в переможному (1:0) виїзному поєдинку 8-го туру Першої ліги України проти бориспільського «Борисфена». Чорний вийшов на поле на 86-ій хвилині, замінивши Роман Ципердюка. У першій половині сезону 2006/07 років зіграв 9 матчів у Першої ліги України, ще 1 поєдинок провів у кубку України. Весняно-літню частину сезону 2006/07 років провів в одному з нижчолігових клубів Польщі.
Напередодні старту сезону 2007/08 років повернувся до України, де став гравцем «Десни». У футболці чернігівського клубу дебютував 19 липня 2007 року в переможному (2:0) виїзному поєдинку 1-го туру Першої ліги України проти свого колишнього клубу - бурштинського «Енергетика». Валерій вийшов на поле в стартовому складі та відіграв увесь матч, а на 90-ій хвилині отримав жовту картку. У першій половині сезону 2007/08 років зіграв 14 матчів у Першій лізі та 2 поєдинки в національному кубку. Під час зимової перерви 2007/08 років перебрався до «Арсеналу». У футболці білоцерківського клубу дебютував 3 квітня 2008 року в переможному (1:0) виїзному поєдинку 17-го туру групи А Другої ліги України проти південноукраїнської «Енергії». Чорний вийшов на поле в стартовому складі та відіграв увесь матч. У другій половині сезону 2007/08 років провів 3 поєдинки в Другій лізі України.
Навесні 2009 року став гравцем аматорського «Києва», з яким став срібним призером чемпіонатом міста. На початку серпня 2009 року перейшов у «Полісся» (Добрянка), у складі якого виступав в аматорському чемпіонаті України. У 2010 році став граючим головним тренером «Авангарду» (Корюківка), у футболці якого виступав у чемпіонату Чернігівської області та аматорському чемпіонаті України. Футбольну кар'єру завершив 2020 року.

## Кар'єра тренера
З 2010 по 2020 рік працював головним тренером «Авангард» (Корюківка). 21 квітня 2021 року призначений виконувачем обов'язків головного тренера ФК «Чернігів», замінивши Вадима Постового. Йому вдалося вивести команду на 10-ту позицію в сезоні 2020/21 років, уникнути вильоту та продовжити кар'єру у Другій лізі України. 12 вересня проаналізував поразку від ЛНЗ (Черкаси) в сезоні 2021/22 років.

## Досягнення

### Як тренера
«Авангард» (Корюківка)
- Чемпіонат Чернігівської області
  -  Чемпіон (2): 2012[19], 2013[20]

- Кубок Чернігівської області
  -  Володар (2): 2011[21], 2013[22]

- Суперкубок Чернігівської області
  -  Володар: 2011